# Championnat d'Ouganda de football 1982
Navigation
Édition précédente Édition suivante
La saison 1982 du Championnat d'Ouganda de football est la treizième édition du championnat de première division ougandais. Dix clubs ougandais prennent part au championnat organisé par la fédération, le Super Ten. Les équipes rencontrent deux fois leurs adversaires, à domicile et à l'extérieur. En fin de saison, pour permettre le retour à un championnat à seize clubs, il n'y a pas de relégation et six clubs de D2 sont promus.
C'est le Villa SC qui remporte la compétition cette saison après avoir terminé en tête du classement final, avec trois points d'avance sur le tenant du titre, Kampala City Council. C'est le tout premier titre de champion d'Ouganda de l'histoire du club.

## Participants
- Maroons FC
- Nile Breweries FC
- Villa SC
- Kampala City Council
- Lufula FC
- Nytil FC
- Uganda Commercial Bank FC
- Masaka FC
- Tobacco Bugembe
- Express FC

## Compétition

### Classement
Le classement est établi sur le barème de points classique : victoire à 2 points, match nul à 1, défaite à 0.
| Rang | Équipe                    | Pts | J  | G  | N  | P | Bp | Bc | Diff |
| ---- | ------------------------- | --- | -- | -- | -- | - | -- | -- | ---- |
| 1    | Villa SC                  | 28  | 17 | 11 | 6  | 0 | 30 | 9  | +21  |
| 2    | Kampala City Council'T'C  | 25  | 17 | 11 | 3  | 3 | 30 | 19 | +11  |
| 3    | Express FC                | 24  | 18 | 9  | 6  | 3 | 32 | 20 | +12  |
| 4    | Nile Breweries FC         | 18  | 18 | 5  | 8  | 5 | 17 | 19 | -2   |
| 5    | Tobacco Bugembe           | 17  | 18 | 6  | 5  | 7 | 26 | 30 | -4   |
| 6    | Masaka FC                 | 15  | 18 | 5  | 5  | 8 | 19 | 26 | -7   |
| 7    | Lufula FC                 | 14  | 18 | 4  | 6  | 8 | 27 | 37 | -10  |
| 8    | Uganda Commercial Bank FC | 13  | 18 | 4  | 5  | 9 | 23 | 29 | -6   |
| 9    | Nytil FC                  | 12  | 18 | 1  | 10 | 7 | 15 | 24 | -9   |
| 10   | Maroons FC                | 12  | 18 | 3  | 6  | 9 | 12 | 24 | -12  |

|  | Qualification pour la Coupe des clubs champions africains 1983 et la Coupe CECAFA des clubs 1983 |
|  | Qualification pour la Coupe des Coupes 1983                                                      |
|  | T : Tenant du titre C : Vainqueur de la Coupe d'Ouganda                                          |

## Bilan de la saison
| Championnat d'Ouganda de football 1982                             |                      |
| Champion                                                           | Villa SC (1er titre) |
| Coupes et trophées                                                 |                      |
| Vainqueur de la Coupe d'Ouganda 1982                               | Kampala City Council |
| Qualifications continentales                                       |                      |
| Coupe des clubs champions africains 1983                           | Villa SC             |
| Coupe d'Afrique des vainqueurs de coupe de football 1983           | Kampala City Council |
| Coupe CECAFA des clubs 1983                                        | Villa SC             |
| Promotions et relégations                                          |                      |
| Promus en Championnat d'Ouganda de football                        | Millers FC           |
| Promus en Championnat d'Ouganda de football                        | Coffee SC            |
| Promus en Championnat d'Ouganda de football                        | Spinners FC          |
| Promus en Championnat d'Ouganda de football                        | Bell FC              |
| Promus en Championnat d'Ouganda de football                        | Mbale Heroes         |
| Promus en Championnat d'Ouganda de football                        | Mbarara United       |
| Relégués en Championnat d'Ouganda de football de deuxième division | Aucun                |